# レオ・ジョセフ・スーネンス
レオ・ジョセフ・スーネンス（Leo Jozef Suenens, 1904年7月16日 - 1996年5月6日）は、ローマ・カトリック教会のベルギー人聖職者。1961年から79年までメヘレン・ブリュッセル大司教区で大司教を務め、1962年には枢機卿に昇格した。また、第2バチカン公会議では保守派に異を唱え、教会の現代化（アジョルナメント）を主張した。1976年にテンプルトン賞を受賞。

## 経歴

### 生い立ちと学歴
ベルギーの首都ブリュッセルのイクセルで生まれた。聖職者だったおじから洗礼を受けた。レストランを経営していた父を4歳の時になくしたスーネンスは、母と共におじの教会堂兼住宅で1911年から2年間生活をしていた。裕福な彼の親戚たちは彼に経済学を学んで財産を管理してほしいと願ったが、彼は聖職者となることを選んだ。ブリュッセルのスカールベークにあるサン・マリー神学校で学んだのち、1920年にローマのグレゴリアン大学へ入学した。同大学で1927年に神学・哲学博士号を取得したのち、1929年には教会法で修士号を取得した。
1927年9月4日に叙階を受けたスーネンスは1930年から10年間、母校サン・マリー神学校で教授を務めながらメヘレンの下級神学校で倫理学、教育学を教えていた。その後ベルギー陸軍の従軍神父として3ヶ月間南フランスで活動し、1940年8月にルーヴェン・カトリック大学の副学長に就任した。その後、1943年に学長がナチス・ドイツに逮捕されたのちは学長代理を務めた。1941年10月にはモンシニョールの称号を授けられた。ナチス・ドイツに警戒された彼は、ナチスの収監リストに名前があがっていたが、それが実行する前に連合国によるベルギー解放があり難を逃れた。

### 司教就任後
1945年11月12日、ローマ教皇ピウス12世からメヘレン補佐司教に任命され、同年12月16日に叙階式が行われた。その後1961年11月24日にはメヘレン大司教となる。同年12月8日には教区名がメヘレン・ブリュッセル大司教区に変更された。その後、1962年3月19日の教皇枢密会議において教皇ヨハネ23世から枢機卿に任命された。
また、パウロ6世を選出した1963年のコンクラーヴェの投票者にもなった。
さらに1978年の8月と10月にそれぞれ行われたコンクラーヴェでも投票をし、その翌年の10月4日にメヘレン・ブリュッセル大司教を退任した。

### 第2バチカン公会議での活躍
1962年から4年間行われた第2バチカン公会議では、教皇からその進歩的な思想を買われ中央準備委員に指名された。1962年1月に行われた中央準備委員会総会で進歩派と保守派によって会議が紛糾したため、教皇は事前にスーネンスに対して秘密裏に草案の縮減を任せた（スーネンス計画）。その後、会期中は進歩派の枢機卿として教会の現代化を主張した。

### スーネンスの死
1996年、スーネンスは血栓症のためブリュッセルにて91歳で亡くなり、聖ロンバウツ大聖堂に埋葬された。
彼の死後、カトリック教会の性的虐待事件がベルギーでも問題となった際にベルギー警察によって彼の墓の捜査が行われた。ベルギー警察は性犯罪に関連する文書が墓の内部に隠されていないか探るため、墓に穴を開けてカメラを挿入して調査した。これに対して当時ベルギー・カトリック教会の大司教だったアンドレ＝ヨセフ・レオナルドは警察と捜査官たちの熱意は度を超していると批判した。

## 日本語訳
- 『神の母マリア』 A.デル・コール神父訳、ドン・ボスコ社「カトリック全書」、1959年
- 『ボードワン国王　秘められた心の軌跡』 渡辺美紀子訳、ドン・ボスコ社、1999年 - 国王の相談役として崩御後に著した回想